# A1 Liga

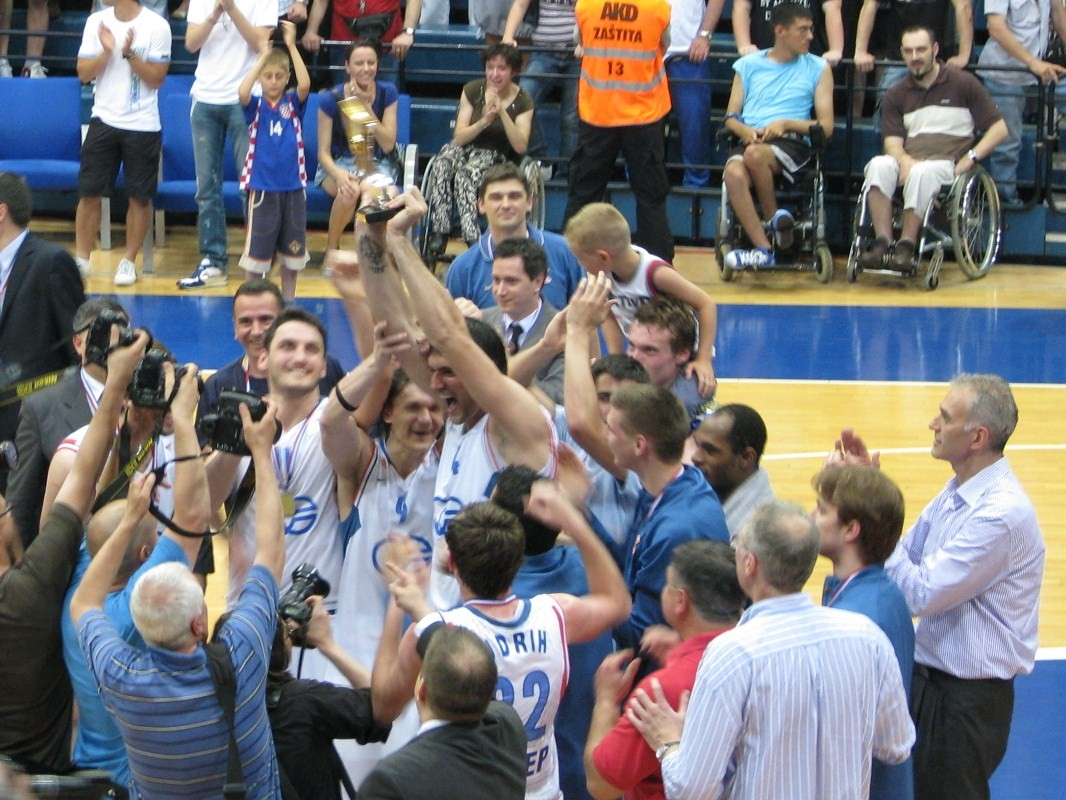
Zawodnicy Cibony świętujący zdobycie tytułu mistrzowskiego w 2010 roku, po pokonaniu w finale drużyny Zadaru.

A1 Liga – chorwacka profesjonalna liga koszykówki. Jest to najwyższy szczebel rozgrywek koszykarskich w Chorwacji.

## Aktualnie występujące zespoły
Sezon 2015–16
| Zespół               | Miasto        | Miejsce                | Poj. hali |
| -------------------- | ------------- | ---------------------- | --------- |
| Alkar                | Sinj          | ŠD Sinj                | 1500      |
| Cedevita             | Zagrzeb       | Dom Sportova           | 3100      |
| Cibona               | Zagrzeb       | KC Dražen Petrović     | 5400      |
| Gorica               | Velika Gorica | ŠD Velika Gorica       | 1000      |
| Jolly Šibenik        | Szybenik      | Dvorana Baldekin       | 1500      |
| Kvarner 2010         | Rijeka        | Dvorana Dinko Lukarić  | 1100      |
| Ribola Kaštela       | Kaštela       | ŠD Kaštel Sućurac      | 1600      |
| Split CO             | Split         | Arena Gripe            | 6000      |
| Šibenik              | Szybenik      | Dvorana Baldekin       | 1500      |
| Škrljevo             | Škrljevo      | Dvorana Mavrinci       | 1000      |
| Vrijednosnice Osijek | Osijek        | Gradski Vrt            | 3538      |
| Zabok                | Zabok         | ŠD Bedekovčina         | 2500      |
| Zadar                | Zadar         | Dvorana Krešimir Čosić | 10000     |
| Zagreb               | Zagrzeb       | ŠD Trnsko              | 2500      |

|  | Zespoły występujące w Lidze Adriatyckiej |

## Mistrzowie Chorwacji
- 1991-92  Cibona
- 1992-93  Cibona
- 1993-94  Cibona
- 1994-95  Cibona
- 1995-96  Cibona
- 1996-97  Cibona
- 1997-98  Cibona
- 1998-99  Cibona
- 1999-00  Cibona
- 2000-01  Cibona
- 2001-02  Cibona
- 2002-03  Split (Croatia Osiguranje)
- 2003-04  Cibona
- 2004-05  Zadar
- 2005-06  Cibona
- 2006-07  Cibona
- 2007-08  Zadar
- 2008-09  Cibona
- 2009-10  Cibona
- 2010-11  Zagreb (Croatia Osiguranje)
- 2011-12  Cibona
- 2012-13  Cibona
- 2013-14  Cedevita
- 2014-15  Cedevita
- 2015-16  Cedevita
- 2016-17  Cedevita
- 2017-18  Cedevita
- 2018-19  Cibona

## Tytuły mistrzowskie według klubów
| Klub     | Mistrzostwa | Zwycięskie lata |
| -------- | ----------- | --- |
| Cibona   | 19          | 1991-92, 1992–93, 1993–94, 1994–95, 1995–96, 1996–97, 1997–98, 1998–99, 1999-00, 2000–01, 2001–02, 2003–04, 2005–06, 2006–07, 2008–09, 2009–10, 2011–12, 2012–13, 2018–19 |
| Cedevita | 5           | 2013-14, 2014–15, 2015–16, 2016–17, 2017–18 |
| Zadar    | 2           | 2004-05, 2007–08 |
| Split    | 1           | 2002-03 |
| Zagreb   | 1           | 2010-11 |

## Finały mistrzostw Chorwacji
Zwycięzcy spotkań z udziałem zespołów zajmujących pierwsze i czwarte miejsce w sezonie zasadniczym oraz drugie i trzecie stają do konfrontacji o tytuł mistrzowski.
|  | Mistrz Chorwacji |

| Sezon   | Przewaga własnego parkietu | Wynik | Brak przewagi własnego parkietu | Lider sezonu regularnego | Rezultat |
| ------- | -------------------------- | ----- | ------------------------------- | ------------------------ | -------- |
| 1991-92 | Cibona                     | 2–1   | Zadar                           | Cibona                   | 8–2      |
| 1992-93 | Cibona                     | 2–1   | Slobodna Dalmacija Split        | Cibona                   | 17–1     |
| 1993-94 | Cibona                     | 3–0   | Croatia Osiguranje Split        | Cibona                   | 14–0     |
| 1994-95 | Cibona                     | 3–1   | Zrinjevac                       | Cibona                   | 12–2     |
| 1995-96 | Cibona                     | 3–1   | Croatia Osiguranje Split        | Cibona                   | 25–3     |
| 1996-97 | Cibona                     | 3–1   | Croatia Osiguranje Split        | Cibona                   | 19–3     |
| 1997-98 | Cibona                     | 3–1   | Zadar                           | Cibona                   | 24–2     |
| 1998-99 | Zadar                      | 1–3   | Cibona                          | Zadar                    | 19–3     |
| 1999-00 | Zadar                      | 0–2   | Cibona                          | Zadar                    | 20–2     |
| 2000-01 | Cibona                     | 3–0   | Croatia Osiguranje Split        | Cibona                   | 18–4     |
| 2001-02 | Cibona                     | 2–0   | Zadar                           | Cibona                   | 12–2     |
| 2002-03 | Croatia Osiguranje Split   | 2–0   | Cibona                          | Croatia Osiguranje Split | 12–2     |
| 2003-04 | Cibona                     | 3–1   | Zadar                           | Cibona                   | 13–1     |
| 2004-05 | Zadar                      | 3–2   | Cibona                          | Zadar                    | 12–2     |
| 2005-06 | Cibona                     | 2–1   | Zadar                           | Cibona                   | 14–0     |
| 2006-07 | Cibona                     | 3–2   | Zadar                           | Cibona                   | 12–2     |
| 2007-08 | Zadar                      | 3–2   | Croatia Osiguranje Split        | Zadar                    | 13–1     |
| 2008-09 | Cibona                     | 3–1   | Zadar                           | Cibona                   | 13–1     |
| 2009-10 | Cibona                     | 3–2   | Zadar                           | Cibona                   | 12–2     |
| 2010-11 | Cedevita                   | 0–3   | Zagreb Croatia Osiguranje       | Cedevita                 | 12–2     |
| 2011-12 | Cibona                     | 3–1   | Cedevita                        | Cibona                   | 14–0     |
| 2012-13 | Cibona                     | 3–0   | Zadar                           | Cibona                   | 12–2     |
| 2013-14 | Cedevita                   | 3–0   | Cibona                          | Cedevita                 | 13–1     |
| 2014-15 | Cedevita                   | 3–1   | Cibona                          | Cedevita                 | 12–2     |
| 2015–16 | Cedevita                   | 3–0   | Cibona                          | Cedevita                 | 13–1     |
| 2016–17 | Cibona                     | 2–3   | Cedevita                        | Šibenik                  | 21–5     |
| 2017–18 | Cedevita                   | 3–1   | Cibona                          | Cedevita                 | 23–1     |
| 2018–19 | Cibona                     | 4–0   | Cedevita                        | Zadar                    | 18–4     |

## Bilans finałów według klubu
| Klub      | W  | P  | Razem |
| --------- | -- | -- | ----- |
| Cibona    | 19 | 7  | 26    |
| Cedevita  | 5  | 3  | 8     |
| Zadar     | 2  | 11 | 13    |
| Split     | 1  | 6  | 7     |
| Zagreb    | 1  | 0  | 1     |
| Zrinjevac | 0  | 1  | 1     |